# اسطوخودوس (فیلم ۲۰۰۰)
«اسطوخودوس» (انگلیسی: Lavender (2000 film)) یک فیلم است که در سال ۲۰۰۰ منتشر شد.